# Hulkin
Hulkin (også: Ütj tu hulkin≈Ud til hulke) er en nytårsskik på den nordfrisiske ø Amrum, hvor børn klæder sig ud som hulker og går fra hus til hus i små grupper. Så snart beboerne gætter, hvem hulkerne er, få børnene en lille belønning. Det er også muligt, at der synges eller reciteres parodier på begivenheder i ø-livet. Når børnene forlader huset ønskes seegent nei juar (amrumfrisisk for velsignet nytår). At hulke er amrumfrisisk og betyder formumme, maskere. Selve aften kaldes også for hulkinj
Traditionen går tilbage til førkristen tid, hvor hulkerne skulle være hætteklædte figurer i følget af den nordiske gud Freja, som skulle sørge for, at beboerne fik deres løsøre sikret om vinteren.
Hulkin modsvarer Rumlepot på det dansk-tyske fastland. På naboøen Før kaldes det for Ütj tu kenknin, på Sild og her især i landsbyen Morsum som Maskenloop (≈maskeløb), de forklædte på Sild bliver kaldt som omtaakelte.